# Idiocera ampullifera
Idiocera ampullifera är en tvåvingeart som först beskrevs av Jaroslav Stary 1979.  Idiocera ampullifera ingår i släktet Idiocera och familjen småharkrankar. Inga underarter finns listade i Catalogue of Life.